# 五見
五見，又称五惡見、五利使，佛教术语，為五種惡見的合稱，包括有身見、邊執見、邪見、見取、戒禁取。

## 概括
佛教理論，特別是說一切有部阿毘達磨，將其他沙門教派和婆羅門教的各種見解，歸類入五見，並分別定義了其內涵意義：
- 有身見[3]：是於五取蘊而起有我、有我所之見。
- 边执见[4]：是偏至二边的执见[5]，如人死之後一切斷滅、畢竟無有，是断见，執著有為法轉變或隱顯而體無生滅，或執著意界常恆[6]，是常见。
- 邪见[7]：是邪而不正的推度，如否定世間善惡因緣果報，否定出世間沙門果等。
- 见取[8]：“见”指四見[9]，即有身见、边执见、邪见，及僅被稱為見取的其他執見[10]，“取”为選擇執持[11]，取諸見執為最勝，即唯此見真實餘皆迷謬[12]。
- 戒禁取[13]：就是非因計因、非道計道，受持邪戒，如持牛戒[14]、狗戒等，自以为是现世清淨、來世生天之因[15]，執行露形、臥灰、斷食等苦行，自以為是解脫之道[16]。

## 詳述
在《發智論》中，对《雜阿含經》等經記載的沙門教派中五見之具體觀點進行了分類研判，《大毘婆沙論》更有詳細解說：

### 薩迦耶見
婆羅門教和其他沙門教派一般不採用佛教特有的概念術語，他們所認定的我或類似概念，早期佛教一般將其比附入五取蘊中而加以批判，故有五我見，於五取蘊中，「執一為我，餘或為我有、我所、我器」，亦總列為二十薩迦耶見，以執「色是我」為其代表，後因時代變遷而至難以理解。
- 此二十句薩迦耶見，幾我見？幾我所見耶？答：五我見，謂：等隨觀色是我[22]，受、想、行、識是我；十五我所見，謂：等隨觀我有色，色是我所，我在色中，我有受、想、行、識，受、想、行、識是我所，我在受、想、行、識中。[21]

而「總緣五蘊執為我者」，被稱為諦語外道。
- 色是我，受、想、行、識是我。[24]

《梵網經》記載的六十二見，都以薩迦耶見為根本。此外，有外道執「唯有一我見」；迄至《大毘婆沙論》時代，仍「無五蘊外執有我者」。還可能存在緣十二處或十八界，而各有我見、我所見的情況。

### 邊執見
常見，是因為見色法相似相續，或見心、心所法能憶本所作事甚至多劫前生之事，而認為有為法常住：
- 此七士身，不作作，不化化，不可害，常安住[30]，如伊師迦，安住不動，無有轉變，互不相觸[31]。何等為七？謂：地、水、火、風、及苦、樂、命。此七士身，非作，乃至如伊師迦，安住不動。若罪，若福，若罪福，若苦，若樂，若苦樂，不能轉變，亦不能令互相觸礙[32]。設有士夫，斷士夫頭，亦不名為害世間生，若行，若住，七身中間，刀刃雖轉，而不害命。此中，無能害，無所害，無能捶，無所捶，無表，無表處[33]。[34]
- 我及世間，常恒堅住，無變易法，正爾安住。[35]
- 風不吹，河不流，火不然，乳不注，胎不孕，日月不出不沒[36]。染淨自性住，不增不減[37]。[38]

斷見，是認為死後斷滅、畢竟無有：
- 乃至活有命者，死已斷壞無有[40]。此四大種士夫身，死時，地身歸地，水身歸水，火身歸火，風身歸風，根隨空轉[41]。輿為第五，持彼死屍，往棄塚間，未燒可知，燒已成灰，餘鴿色骨[42]。愚者讚施，智者讚受[43]；諸有論者，一切空虛妄語；乃至活有，愚、智者死已，斷壞無有[44]。[45]

《師子吼經》所說，世間沙門、婆羅門所依諸見，皆入有見和無有見，一般將其解釋為常見和斷見，并將各種見解按此二分法進行研判，當一則具體觀點有二者成份時，取其主旨以論斷常。

### 邪見
邪見是否定誹謗世間及出世間的因緣果報：
- 無施與，無愛樂，無祠祀[49]。無妙行、惡行，無妙行、惡行果[50]。無此世，無他世，無化生有情[51]。無父，無母[52]。世間無阿羅漢[53]，無正至[54]，無正行此世他世[55]，即於現法，知自通達，作證具足住，我生已盡，梵行已立，所作已辦，不受後有，如實知[56]。[57]
- 無因無緣，令有情雜染；非因非緣，而有情雜染。無因無緣，令有情清淨；非因非緣，而有情清淨。[58]無因無緣，令有情無智、無見；非因非緣，而有情無智、無見。無因無緣，令有情智、見；非因非緣，而有情智、見。[59]
- 無力，無精進，無力精進，無士，無威勢，無士威勢[60]，無自作，無他作，無自他作[61][62]。一切有情，一切生，一切種，無力，無自在，無精進，無威勢，定合，性變[63]，於六勝生[64]，受諸苦樂。[65]
- 造、教造，煮、教煮，害、教害，殺諸眾生，不與取，欲邪行，知而妄語，故飲諸酒；穿牆解結，盡取所有，守阨斷道，害村、害城、害國生命；以刀以輪，擁略大地所有眾生，斷截分解，聚集團積，為一肉聚；應知由此，無惡，無惡緣[66]。於殑伽南，斷截撾打，於殑伽北，惠施修福[67]；應知由此，無罪福，亦無罪福緣。布施、愛語、利行、同事，攝諸有情，皆無有福[68]。[69]
- 一切士夫、補特伽羅，所受皆是無因無緣。[70]
- 所受苦樂，非自作，非他作，無因而生。[71][62]

### 見取
見取是取劣法為勝，執受五種現在安樂：
- 受妙五欲，名得第一現法涅槃。[73]
- 離欲惡不善法，有尋、有伺，離生喜、樂，入初靜慮具足住，名得第一現法涅槃。
- 尋伺寂靜，內等淨，心一趣性，無尋、無伺，定生喜、樂，入第二靜慮具足住，名得第一現法涅槃。
- 離喜，住捨、正念、正知，身受樂，聖說能捨、具念樂住，入第三靜慮具足住，名得第一現法涅槃。
- 斷樂斷苦，先喜憂沒，不苦不樂，捨、念清淨，入第四靜慮具足住，名得第一現法涅槃。

還涵蓋有九慢類，謂：
- 我勝，我等，我劣，有勝我，有等我，有劣我，無勝我，無等我，無劣我。[75]

### 戒禁取
戒禁取是非因計因：
- 有十四億六萬六百生門[77]。五業，三業，二業，一業，半業[78]。六十二行跡[79]，六十二中劫[80]。百三十六地獄[81]。百二十根[82]。三十六塵界[83]。四萬九千龍家[84]，四萬九千妙翅鳥家[85]，四萬九千異學家[86]，四萬九千活命家[87]。七有想藏，七無想藏，七離繫藏[88]；七阿素洛，七畢舍遮[89]；七天，七人[90]；七夢，七百夢[91]；七覺，七百覺[92]；七池，七百池[93]；七險，七百險[94]；七減，七百減[95]；七增，七百增[96]。六勝生類[64]。八大士地[97]。於如是處，經八萬四千大劫，若愚，若智，往來流轉，乃決定能作苦邊際[98]，如擲縷丸，縷盡便住[99]。此中，無有沙門、若婆羅門能作是說：我以尸羅，或以精進，或以梵行，令所有業，未熟者熟，熟者觸已，即便變吐。以如是斛，度量生死苦樂邊際，不可施設有增有減，亦不可說或然不然[100]。[101]
- 一切士夫、補特伽羅，諸有所受，無不皆以宿作為因。[102]
- 一切士夫、補特伽羅，諸有所受，無不皆以自在變化為因。[103]
- 自作苦樂。他作苦樂。自他作苦樂。[104][62]

和非道計道：
- 諸補特伽羅，學乘象、馬，船車輦輿，執持弓杖，鉤輪羂索，書印算數，皆令善巧，由此便得淨脫出離，至苦樂邊。
- 諸補特伽羅，受持牛[14]、鹿、狗戒，露形戒等，由此便得淨脫出離，至苦樂邊。[106]
- 諸補特伽羅，受持烏禁，鵂鶹禁，默然禁等，由此便得淨脫出離，至苦樂邊。
- 諸補特伽羅，於摩捺娑、比摩捺娑、殑伽河門三池中浴，由此便得淨脫出離，至苦樂邊。[107]
- 諸補特伽羅，受持梵行，遠離婬欲，由此便得淨脫出離，至苦樂邊。[108]
- 諸補特伽羅，受種種苦行，由此便得淨脫出離，至苦樂邊。[109]
- 諸補特伽羅，調象、馬、牛，事日、月、星、火、珠、藥等，由此便得淨脫出離，至苦樂邊。

## 六見處惡見
《發智論》提出，不正思惟六見處，會導致於內身起惡見，一般也歸入二邊執見中：
常見：
- 諦故，住故，我有我。[113]
- 我觀我：眼、色即我。我觀無我：眼即我，色為眾具。無我觀我：色即我，眼為眾具。[114]
- 此是我，是有情，命者，生者，養育者，補特伽羅，意生，儒童，作者，教者，生者，等生者，起者，等起者，語者，覺者，等領受者。非曾不有，非當不有，於彼彼處，造善惡業，於彼彼處，受果異熟，捨此蘊，續餘蘊。[115]

斷見：
- 諦故，住故，我無我。[116]

其他教派所執之命，一般被等同於補特伽羅，自部派佛教開始，補特伽羅論者和性空論者進行了曠日持久的大論諍。

## 婆羅門教執見
《發智論》提及了婆羅門教的執見：
- 如大梵天，作如是說：我是梵，是大梵，得自在[121]；我於世間，能造化，能出生，是彼父[122]。如梵眾天，作如是說：此是梵，是大梵，得自在；此於世間，能造化，能出生，是我等父[123]。

這種見解和佛教對“與梵同一”的引述，都未體現出吠檀多派理念，被評判為見取和戒禁取。《瑜伽師地論·本地分》在“十六種異論”中，提及了婆羅門教中數論派、勝論派、彌曼差派等的部份教義，其中有可判為我見或常見之見解。